# Pardosa baehrorum
Pardosa baehrorum este o specie de păianjeni din genul Pardosa, familia Lycosidae, descrisă de Kronestedt, 1999. Conform Catalogue of Life specia Pardosa baehrorum nu are subspecii cunoscute.